# Jabberwocky (film, 1977)
Pour les articles homonymes, voir Jabberwocky.
Pour plus de détails, voir Fiche technique et Distribution.
Jabberwocky est un film britannique réalisé par Terry Gilliam et sorti en 1977. Il est inspiré du poème du même nom de Lewis Carroll.
Premier long métrage de Terry Gilliam en solo, Jabberwocky a pourtant été présenté à sa sortie sous le nom de Monty Python's Jabberwocky. Ce n'est qu'au terme de démêlés judiciaires que les producteurs se virent interdire l'utilisation du nom des Monty Python.

## Synopsis
Durant l'Âge sombre, le Jabberwocky, une bête immonde, ravage le royaume de Bruno le Contestable. Après le décès de son père, le jeune Dennis Cooper décide de tenter sa chance en ville comme tonnelier et pour conquérir le cœur de Griselda, qui est restée au village. Pendant ce temps, le Jabberwocky fait régner la terreur, tuant et anéantissant tout sur son passage. Pour sauver son royaume, le roi Bruno le Contestable promet la main de sa fille à celui qui réussira à tuer le monstre.

## Fiche technique
Sauf indication contraire, les informations mentionnées dans cette section peuvent être confirmées par la base de données cinématographiques IMDb,  présente dans la section « Liens externes ».
- Titre original : Jabberwocky
- Réalisation : Terry Gilliam
- Scénario : Charles Alverson et Terry Gilliam, d'après le poème Jabberwocky de Lewis Carroll
- Photographie : Terry Bedford
- Montage : Michael Bradsell
- Décors : Roy Forge Smith
- Direction artistique : Milly Burns
- Costumes : Charles Knode et Hazel Pethig
- Musique : Modest Mussorgsky, Hector Berlioz, Nikolai Rimsky-Korsakov et Jacques Ibert
- Production : Sanford Lieberson

Producteur associé : Julian Doyle
Producteur délégué : John Goldstone
- Sociétés de production : Python Films et Umbrella Entertainment Productions
- Sociétés de distribution : Columbia-Warner Distributors (Royaume-Uni), Cinema 5 Distributing (États-Unis)
- Budget : 500 000 £[1]
- Pays de production :  Royaume-Uni
- Langue originale : anglais
- Format : couleur
- Genres : fantastique, aventure, comédie
- Durée : 105 minutes
- Dates de sortie[2] :
  - Royaume-Uni : 8 avril 1977
  - France : 8 juin 1977
- Classification[3] :
  - États-Unis : PG (sortie en vidéo 1986)
  - France : tous publics

## Distribution
- Michael Palin : Dennis Cooper
- Harry H. Corbett : Chaperon, Ethel
- John Le Mesurier : Passelewe
- Warren Mitchell : M. Fishfinger
- Max Wall : Roi Bruno le douteux
- John Bird : le premier héraut
- Bernard Bresslaw : l'aubergiste
- Terry Gilliam : l'homme au rocher
- Neil Innes : le second héraut
- Terry Jones : le braconnier
- Bryan Pringle : le garde de la deuxième porte
- Frank Williams : le deuxième marchand
- Glenn Williams : le deuxième garde à la porte
- Simon Williams : le Prince
- Annette Badland : Griselda Fishfinger
- Kenneth Colley : le premier fanatique
- Brenda Cowling : Mme Fishfinger
- Graham Crowden : le chef des fanatiques
- Paul Curran : Cooper Senior
- Brian Glover : l'armurier
- Derrick O'Connor : Flying hogfish peasant[Quoi ?]
- Derek Deadman : l'apprenti armurier
- Roy Evans : Ratman
- Harold Goodwin : le troisième paysan
- David Prowse : le chevalier en noir et rouge
- John Sharp : le sergent à la porte
- Roger Pratt : l'homme vivant dans un tonneau
- Anita Sharp-Bolster : la vieille femme

## Production
Après le succès de Monty Python : Sacré Graal ! avec ses collègues Monty Python, Terry Gilliam est sollicité par des producteurs, notamment par Sanford Lieberson qui souhaite développer un film d’animation. Terry Gilliam lui expose alors son désir d'adapter le poème Jabberwocky de Lewis Carroll présent dans De l'autre côté du miroir (1871). Terry Gilliam parvient à trouver un budget — très modeste de 500 000 £ — auprès de la filiale britannique de Columbia Pictures et engage les Monty Python Michael Palin et Terry Jones pour des rôles dans le film. John Cleese a quant à lui refusé la proposition.
Le tournage a lieu au pays de galles (château de Chepstow, château de Pembroke, ...) ainsi qu'en Angleterre (studios de Shepperton, Londres).

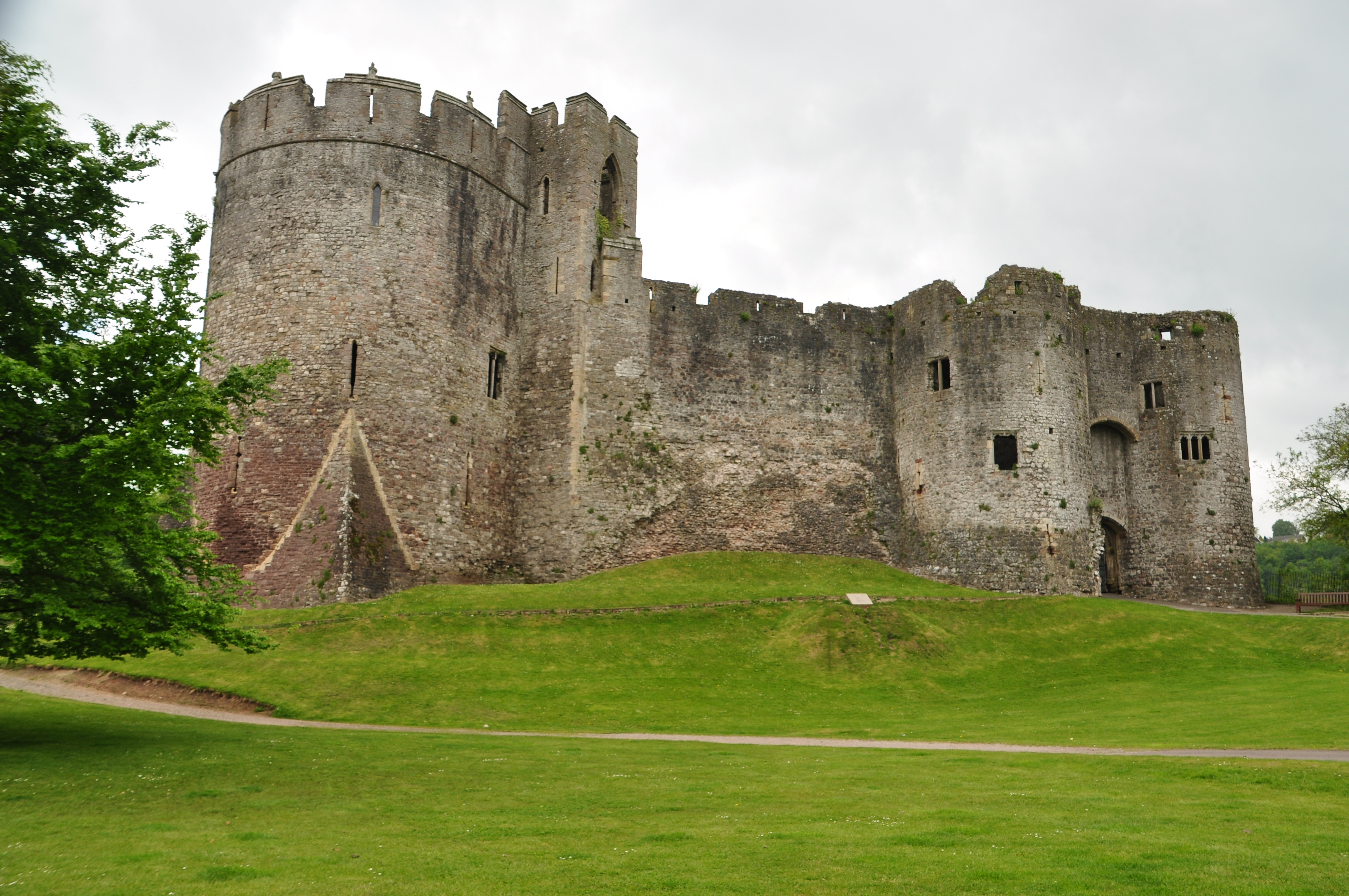
château de Chepstow
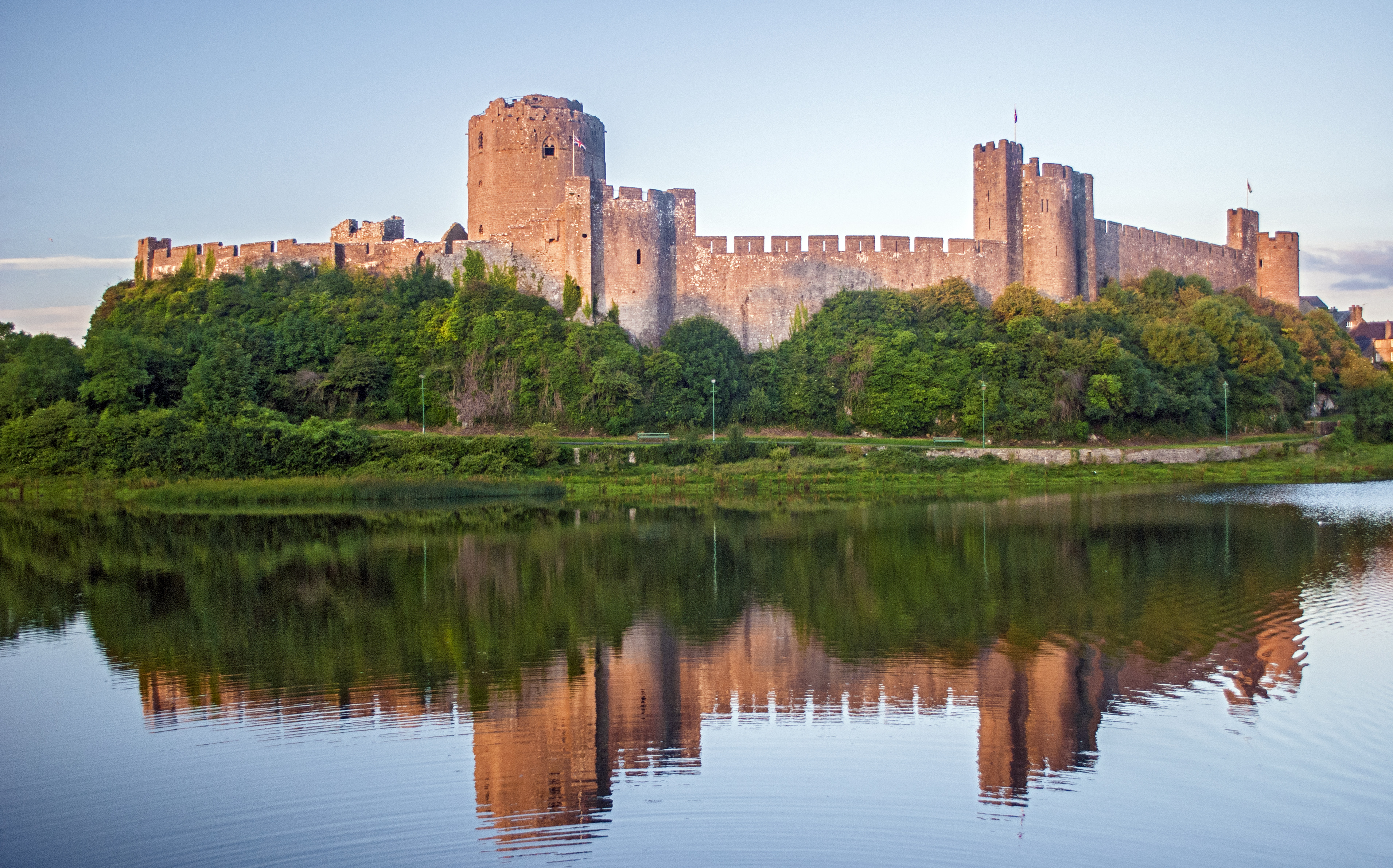
château de Pembroke

## Analyse
Terry Gilliam propose ici un style rappelant Monty Python : Sacré Graal !, toujours partagée entre le premier et second degré. Le cinéaste détourne les codes des récits héroïques habituels, des Conte merveilleux et les codes visuels du Moyen Âge. Dans une longue critique-analyse sur le site DVD Classik, on peut notamment lire « On rit donc souvent mais l’identité de Terry Gilliam peine longtemps à se détacher de l’aura des Monty Python. La fulgurance de la tonalité du film à sketches faisait passer toutes les petites baisses de régime dans les productions du groupe mais Gilliam, confronté pour la première fois à un récit au long cours, peine un bon moment à se détacher d’une approche très décousue. La première partie du récit patine souvent (en oubliant longtemps son antagoniste surnaturel) et souffre de quelques longueurs. Le réalisateur ne propose pas vraiment quelque chose de neuf à travers ce Moyen Âge crasseux et gorgé de trognes grotesques, même si on saluera les velléités réalistes et le système D crédibilisant l’ensemble entre deux blagues grivoises ou scatologiques. »